# بسار مخطط
بسار مخطط أو ضلعة مخططة (الاسم العلمي: Scomberoides tala)، نوع من البسار وفصيلة الشيميات. توجد شرق المحيط الهندي وغرب المحيط الهادئ.